# Bataille d'Athenry (1249)
Pour les articles homonymes, voir Bataille d'Athenry.
La première bataille d'Athenry a lieu le 15 aout 1249 à  Athenry (gaélique irlandais Áth na Ríogh) dans l’actuel comté de Galway, dans le Connacht en  Irlande. Elle voit s'opposer les forces gaéliques du 
roi de Connacht Toirrdelbach mac Áeda meic Cathail Chrobdeirg Ua Conchobair (1249-150) qui assiègent la cité mais qui sont repoussées par  les Hiberno-Normands commandés par Jordan de Exeter, Sheriff de Connacht.

## Contexte
Áth na Ríogh était antérieurement un établissement occupé par les Ó Mainnín rois de Soghain , mais entre  1236 et  1241 Meyler de Bermingham s'empare de la région et fait d'Athenry un centre urbain. Bien qu'en 1249 un château et un couvent de franciscains y soient établis la petite ville demeure entourée de territoires gaéliques hostiles.
Les  Annales de Connacht contemporaines font le récit suivant de la bataille :
1249.9 & 1249.10
Les fils du roi de Connacht rassemblent une autre troupe afin de piller et d'incendier Athenry, lors de la fête de Marie au milieu de l’automne. Ils y sont allés, avec une grand armée comprenant  Toirrdelbach fils d'Aed et Aed fils d'Aed, et le Sheriff de Connacht était là pour les rencontrer avec de nombreux Galls. Les Galls demandèrent d’établir une trêve pour ce jour sanctifié; en l'honneur de la Mère du Christ, Marie dont c'était la fête. Les princes n'acceptèrent pas d'accorder cette trêve en l'honneur de Marie et de la Crucifixion, et ils attaquèrent la ville, bien que  Toirrdelbach soit réticent.
Quand Jordan [D'Exeter] et les Galls virent cela, ils sortirent de la ville contre les princes. Marie a fait un miracle alors; car lorsque les princes et leurs partisans virent les cavaliers en armes et en armures se diriger vers eux, l'horreur et la terreur les saisirent et ils furent mis en fuite. Aed O Conchobair a été tué là-bas, et Diarmait Ruad fils de Cormac O Mailsechlainn, les deux fils de O Cellaig, Brian du Wood fils de Magnus, Carrach Insiubail fils de Niall O Conchobair, Baethgalach Mac Aedacain, Mathgamain fils de Tadc fils de Diarmait Bachlach O Conchobair, les deux fils de Lochlainn O Conchobair, Domnall fils de Cormac Mac Diarmata, Findanach Mac Branain, Cu Muman Mac Casurlaig et bien d'autres.
le même récit est presque repris mot pour mot dans les Annales contemporaines de Loch Cé, sur lesquelles repose le récit des Annales des quatre maîtres, composé dans la décennie 1630.